# Bojan Pejkow
Bojan Pejkow (bułg. Боян Пейков, ur. 1 maja 1984 roku w Sofii), bułgarski piłkarz, grający na pozycji bramkarza. W 2011 roku zadebiutował w reprezentacji Bułgarii.